# Alexander Nevskikerk in Kozjoechovo
De Alexander Nevskikerk in Kozjoechovo (Russisch: Храм благоверного князя Александра Невского в Кожухове) is een Russisch-orthodoxe Kerk in Moskou in het Zuid Oostelijk administratieve Okroeg, gelegen aan de Andropova prospekt.

## Bouw
Aan de vooravond van de viering van het 60-jarige jubileum van de overwinning op het Derde Rijk werd voor de bouw van de kerk op 5 mei 2005 de eerste steen gelegd. Het grondplan van de kerk heeft de vorm van een kruis en het gebouw telt twee verdiepingen. De winterkerk (benedenkerk) is gewijd aan de helden van de Slag bij Koelikovo en de zomerkerk (bovenkerk) is gewijd aan Alexander Nevski. Bij de kerk staat een klokkentoren in dezelfde stijl als de kerk.

## Wijding
De wijding van de kerk vond plaats op 6 december 2008. De kerk werd gewijd aan Alexander Nevski, beschermheilige van het leger.